# Rochefort-Samson
 Rochefort-Samson  là một xã thuộc tỉnh Drôme trong vùng Auvergne-Rhône-Alpes ở đông nam nước Pháp. Xã Rochefort-Samson nằm ở khu vực có độ cao trung bình 440 mét trên mực nước biển.